# Chthonius amatei
Chthonius amatei är en spindeldjursart som beskrevs av Carabajal Márquez, Garcia Carrillo och Rodríguez Fernández 200. Chthonius amatei ingår i släktet Chthonius och familjen käkklokrypare. Inga underarter finns listade i Catalogue of Life.